# Basij
De Basij (Perzisch:بسيج) is een paramilitaire militie van vrijwilligers in Iran, die in november 1979 is opgericht in opdracht van Ayatollah Khomeini. Basij betekent letterlijk 'Mobilisatie'. Het wordt ook wel Basij-e Mostaz'afin, letterlijk 'Mobilisatie van de Onderdrukten' genoemd. De officiële aanduiding is Nirou-ye Moqavemat-e Basij, letterlijk 'Mobilisatie Verzetsleger'.

De Basij zijn (tenminste in theorie)
ondergeschikt aan en ontvangen hun orders van de Iraanse Revolutionaire Garde en de huidige Opperste Leider Ayatollah Khamenei. Echter worden zij ook wel omschreven als 'een los samenwerkingsverband van verschillende groeperingen', waaronder 'veel groeperingen die onder invloed staan van lokale geestelijken'.
De Opperste Leider Ayatollah Khamenei beschreef de Basij als 'de grootste hoop voor Iran' in een toespraak aan leden van de Basij in Shiraz.
De Basij bestaat uit jonge Iraniërs die als vrijwilliger dienst nemen. Buiten dat dit voordelen oplevert zijn de leden van de Basij het meest bekend om hun loyaliteit aan de Ayatollah Khamenei. Zij dienen als een buitengewone hulpstrijdkrachten, die betrokken zijn met activiteiten als binnenlandse veiligheid, politietaken, gemeenschapstaken en het organiseren van religieuze ceremonies. De Basij zijn berucht als religieuze politie en om hun onderdrukking van bijeenkomsten van dissidenten.
Zij hebben een lokale groepering in bijna elke stad in Iran. De Basij zijn betrokken bij veel gevallen van schendingen van mensenrechten.
In oktober 2009 werd Mohammad Reza Naqdi de nieuwe commandant van de Basij. Hij volgde Hossein Taeb op.
De militie was vaak aanwezig en onderdrukte de wijdverspreide protesten die plaatsvonden onmiddellijk na de Iraanse presidentsverkiezingen 2009 en in de daaropvolgende maanden.

## Geschiedenis

### Ontstaan

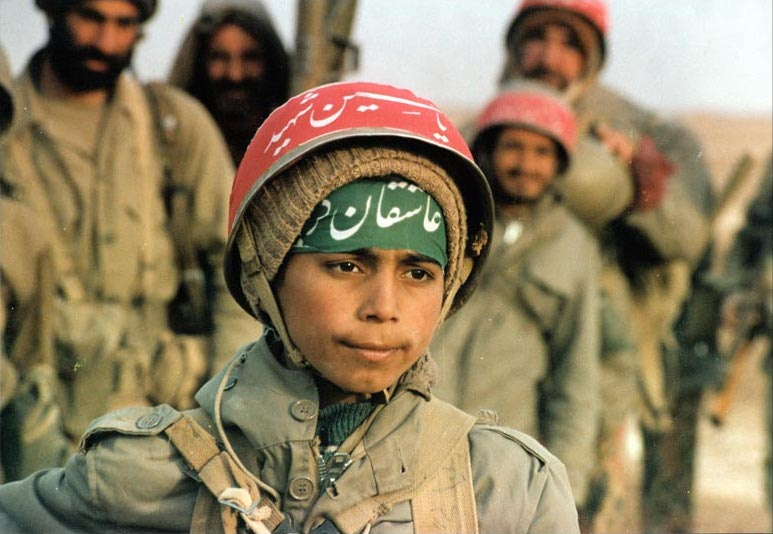
Iraanse kindersoldaat van de Basij in de Irak-Iranoorlog

In november 1979 vaardigde Ayatollah Khomeini als leider van de Iraanse Revolutie een decreet uit, waarmee hij de grondslag legde voor de oprichting van de volksmilitie Basij.
Hij zou gezegd hebben dat 'een land met 20 miljoen jongeren, 20 miljoen schutters of een leger met 20 miljoen soldaten moet hebben; zo'n land zal nooit worden verslagen'. Oorspronkelijk stond de Basij open voor jongeren onder de 18 jaar, ouderen boven de 45 jaar, en alle vrouwen.
Gedurende de Irak-Iranoorlog kwamen tienduizenden jonge Basij om op het slagveld. Gelovend dat zij heilige martelaren waren en onder het zingen van liederen over de Slag bij Karbala, waarin de Sjiitische Imam Hoessein een heldendood stierf, ruimden de Basij mijnenvelden in een menselijke golf, zodat meer ervaren soldaten tegen de vijand konden optrekken.

Er is sprake van dat de Basij ten strijde trokken in de verwachting naar de hemel te gaan, wat zij lieten zien door plastic 'sleutels tot het paradijs' om hun nek te dragen.
De tactiek van de menselijke golf aanval werd als volgt uitgevoerd: de nauwelijks bewapende kinderen en jongeren moesten continu voorwaarts lopen in perfect rechte lijnen. Het maakte niet uit of zij vielen als kanonnenvlees van vijandige schoten of de mijnen met hun lichamen lieten afgaan. Het belangrijkst was dat de Basij continu naar voren liepen over de gehavende en verminkte overblijfselen van hun gevallen kameraden, terwijl zij golf na golf hun dood tegemoet gingen. 'Zij komen naar ons toe in enorme hordes met hun eerste golf,' klaagde een Iraakse officier in de zomer van 1982. 'Je kunt de eerste golf neerschieten, en dan de tweede. Maar er komt een moment dat de lichamen zich voor je opstapelen, en al wat je wilt is schreeuwen en je wapen weggooien. Het zijn tenslotte mensen.'
In het voorjaar van 1983 had de Basij 2,4 miljoen Iraniërs opgeleid in het gebruik van wapens en 450.000 naar het front gestuurd.

### Taken na de Irak-Iranoorlog
Na de Irak-Iranoorlog werd de Basij gereorganiseerd en geleidelijk werd de belangrijkste taak het garanderen van de binnenlandse veiligheid van het islamitisch regime. In 1988 was het aantal controleposten van de Basij enorm afgenomen, maar de Basij waren voornamelijk bezig de gangen van de bevolking na te gaan.
Zij handhaven de fatsoensnorm van hidjab, en arresteren vrouwen voor het overtreden van de kledingvoorschriften. Zij arresteren jongeren die zich niet houden aan de segregatie van mannen en vrouwen.
Bijeenkomsten met zowel mannen en vrouwen zijn niet toegestaan, evenmin als het in het openbaar vertonen met leden van het andere geslacht die niet tot de familie behoren. De Basij nemen ook onzedelijke publicaties en satellietschotels in beslag.
In 1988 werden Basij-e organisaties op scholen en universiteiten gevormd om Gharbzadegi en mogelijke studentenprotesten tegen de overheid te bestrijden.
De Basij treden ook op bij rampenbestrijding, en worden gemobiliseerd in geval van aardbevingen, andere natuurrampen of rampen door menselijk toedoen. Zij kunnen de wetshandhaving ondersteunen door controleposten in stadswijken op te zetten om het smokkelen van drugs en mogelijke opstanden te onderdrukken.
In 1993 zouden de Asjoera Brigades zijn gevormd nadat er opstanden tegen de overheid waren uitgebroken in diverse Iraanse steden. Deze islamitische brigades werden samengesteld uit zowel de Revolutionaire Garde als de Basij. Tegen 1998 telden zij 17.000 in aantal.